# Lista över Rysslands militärhögskolor

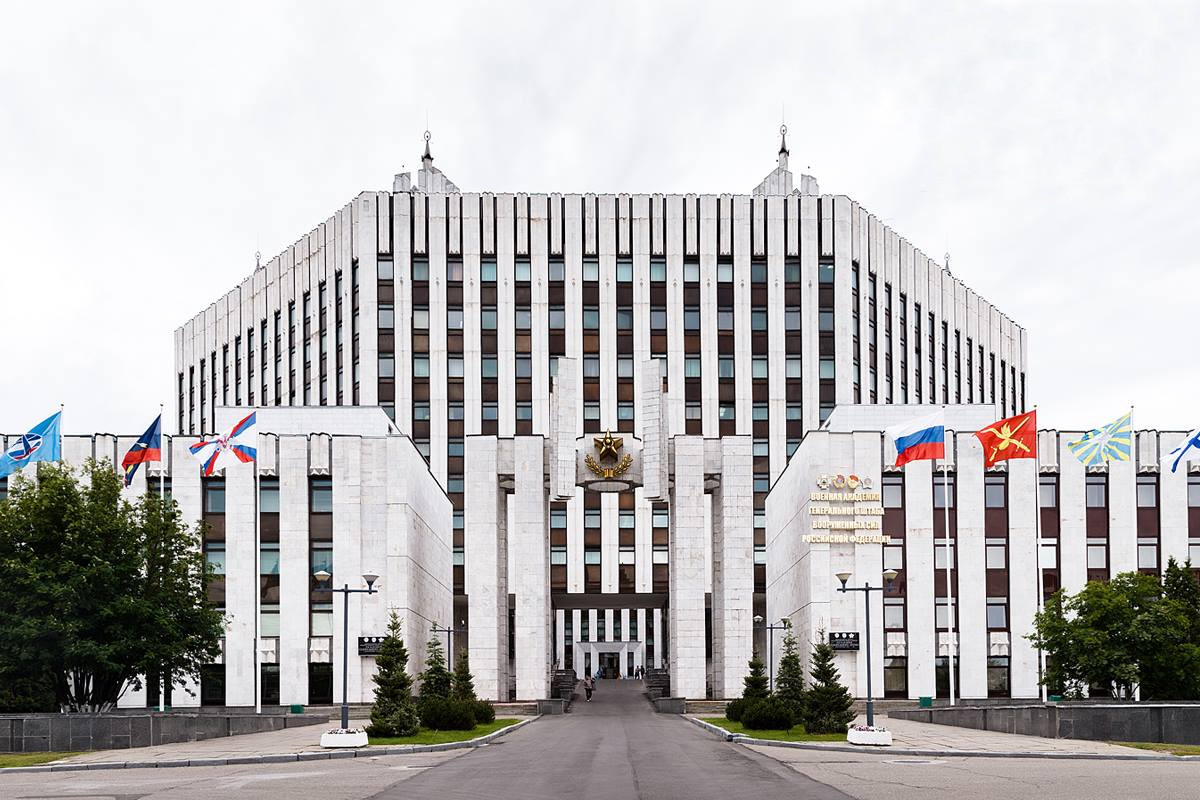
Rysslands försvarsmakts generalstabs militärhögskola

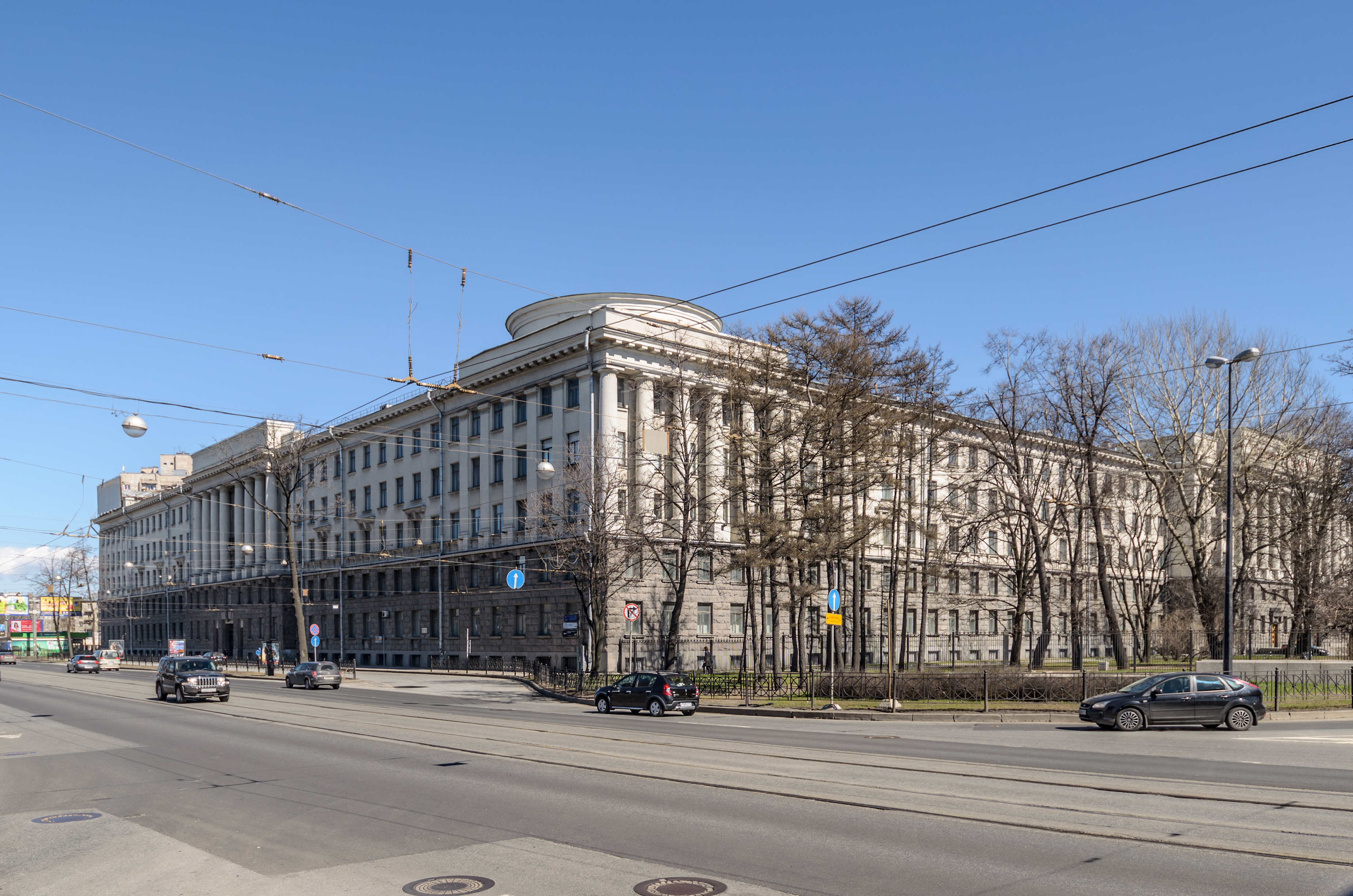
N.G. Kuznetsoj marinhögskola i Sankt Petersburg

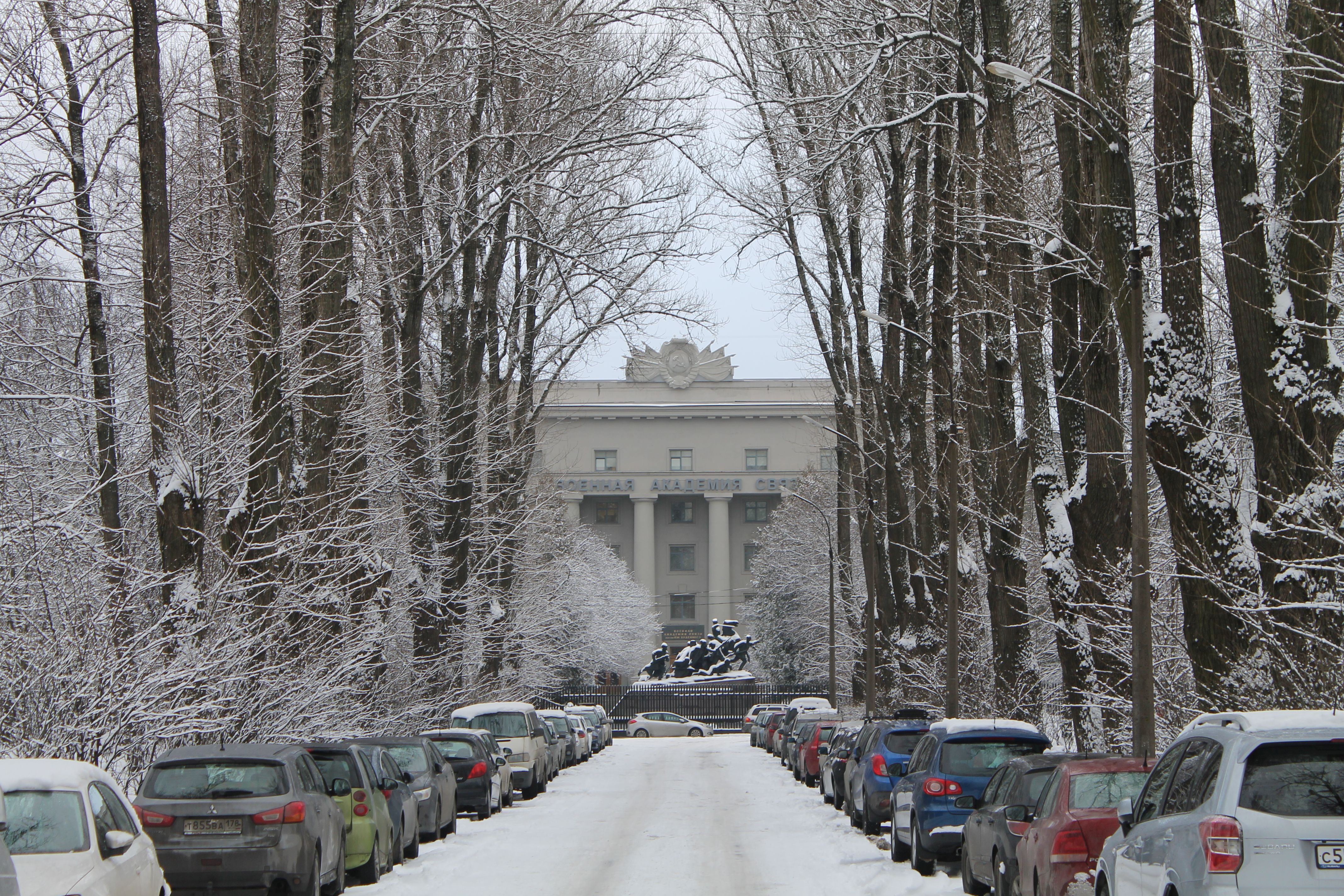
Budjonnij signaltruppshögskola i Sankt Petersburg

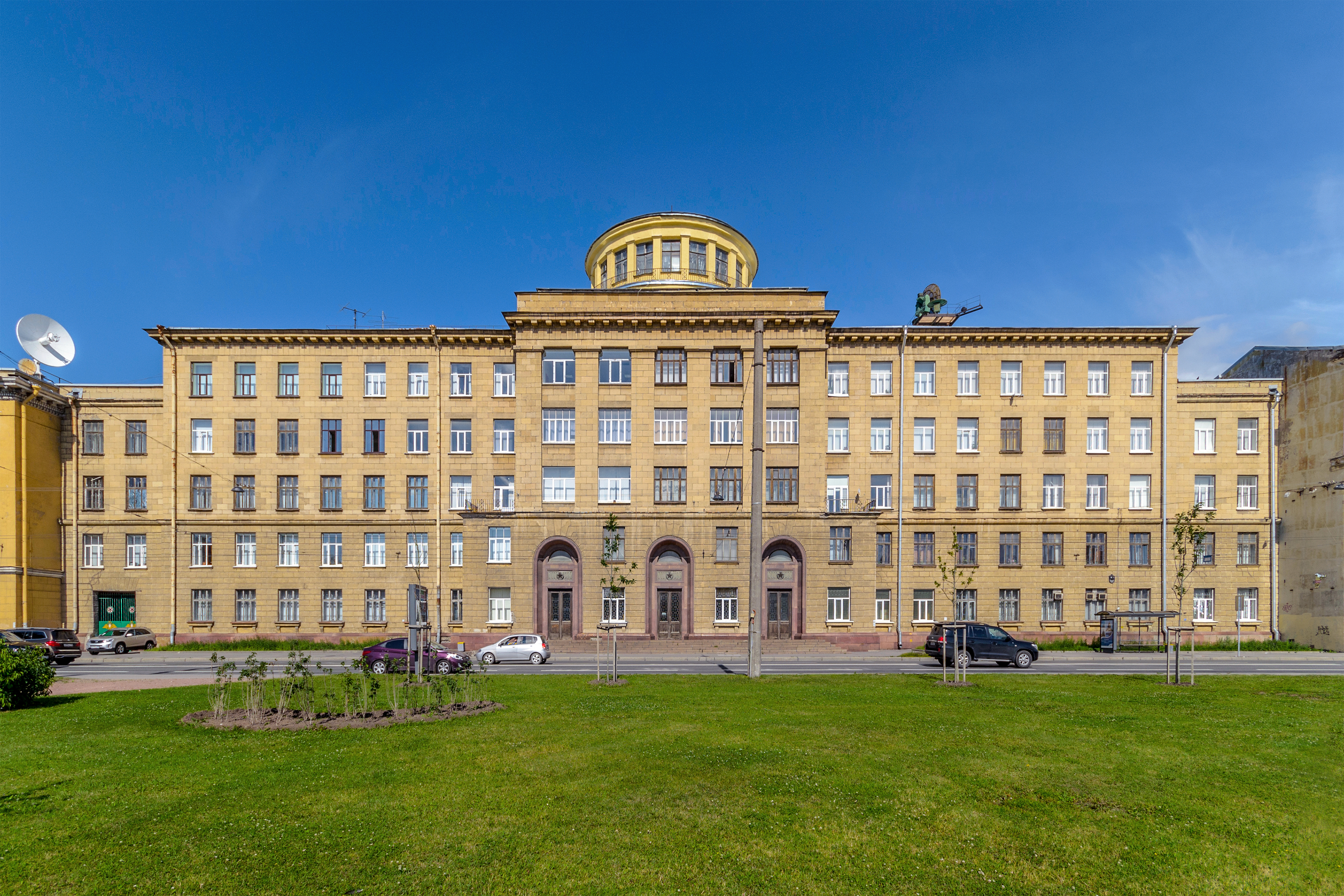
A.F. Mozjajskij rymdförsvarshögskola i Sankt Petersburg

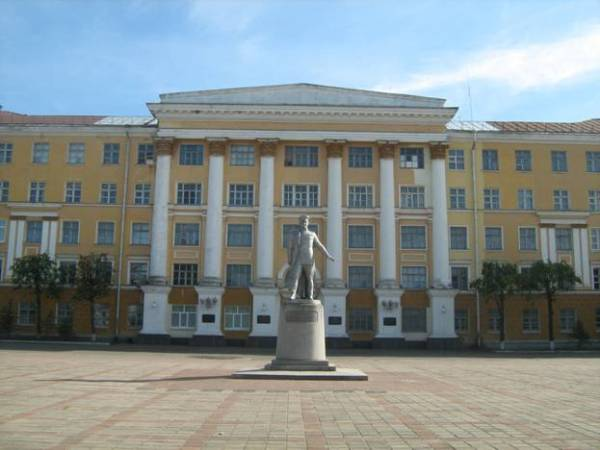
Zjukov flyg- och rymdförsvarshögskola i Tver

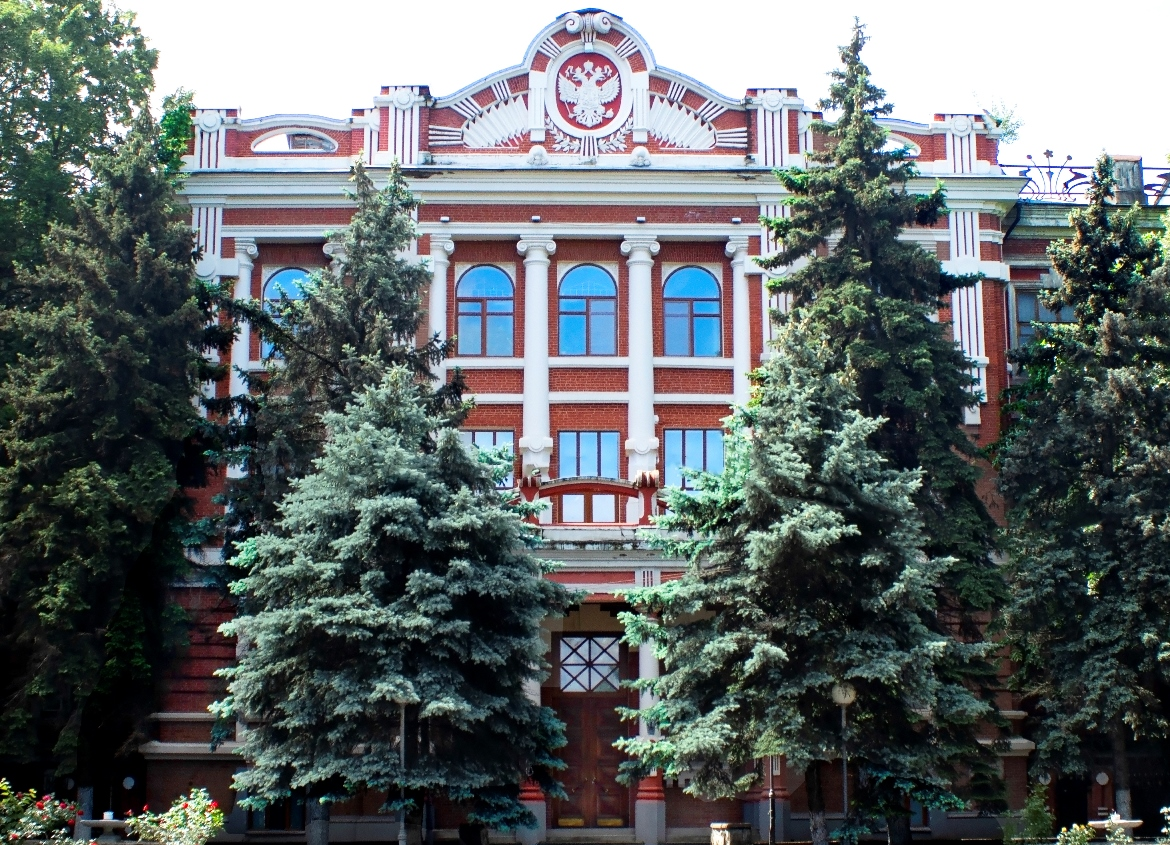
S.M. Sjtemenko militärhögskola i Krasnodar

Lista över Rysslands militärhögskolor förtecknar högre läroanstalter som drivs av Rysslands väpnade styrkor och av andra militäriserade ryska statliga organisationer. 
Militärhöskolorna är högre yrkesskolor för erfarna officerare, som tidigare genomgått utbildning på officersskolor eller militära utbildningsenheter inom civila universitet, samt tjänstgjort ett antal år efter examina. Skolornas utbildningsprogram benämns "magistraturer" (ryska: магистратура) och tar två år. Officerare som utexamineras därifrån kan tilldelas chefsposter för divisioner, regementen och brigader eller likvärdiga poster.
En specifik militär högskola i Ryssland är den tvååriga Rysslands försvarsmakts generalstabs militärhögskola i Moskva, vilken utbildar på den tredje och högsta nivån, den strategiska nivån, av officersutbildning. 

## Högskolor

### Armén
- Budjonnij signaltruppshögskola (Военная академия связи имени Маршала Советского Союза С.М. Будённого) i Sankt Petersburg
- Krigsmaktens kombinerade vapenslags militärhögskola (Общевойсковая академия Вооружённых Сил Российской Федерации), sammanslagning av M.V. Frunze militärhögskola och Malinovskij pansarmilitärhögskola, i Moskva
- Michailovskij artillerihögskola (Михайловская военная артиллерийская академия<) i Sankt Petersburg
- Luftvärnshögskolan (Военная академия войсковой противовоздушной обороны имени Маршала Советского Союза А.М. Василевского) i Smolensk
- Militärhögskolan för logistik och transport (Военная академия материально-технического обеспечения имени генерала армии А.В. Хрулёва i Sankt Petersburg
- Timosjenko ABC-skyddshögskola (Военная академия радиационной, химической и биологической защиты имени Маршала Советского Союза С.К. Тимошенко) i Kostroma

### Flottan
- N.G. Kuznetsoj marinhögskola (Военно-морская академия имени Н. Г. Кузнецова) i Sankt Petersburg

### Flygvapnet
- Ryska luftanfallsstyrkornas militärhögskola (Ряза́нское гвардейское вы́сшее возду́шно-деса́нтное о́рдена Суво́рова два́жды Краснознамённое кома́ндное учи́лище и́мени генера́ла а́рмии В. Ф. Марге́лова) i Rjazan
- A.F. Mozjajskij rymdförsvarshögskola (Федеральное государственное казённое военное образовательное учреждение высшего профессионального образования «Военно-космическая академия имени А. Ф. Можайского») i Sankt Petersburg
- Zjukov flyg- och rymdförsvarshögskola (Военная академия воздушно-космической обороны имени Маршала Советского Союза Г. К. Жукова) i Tver
- Zjukovskij-Gagarin flygmilitärhögskola (Военно-воздушная академия им. профессора Н.Е. Жуковского и Ю.А. Гагарина) i Monino, nordost om Moskva

### Robotstridskrafterna
- Peter den stores militärhögskola för de strategiska robotstridskrafterna (Военная академия Ракетных войск стратегического назначения имени Петра Великого) i Moskva

### Övriga
- S.M. Kirov militärmedicinska högskola (Военно-медицинская академия им. С. М. Кирова) i Sankt Petersburg
- S.M. Sjtemenko militärhögskola (Краснодарское высшее военное училище имени генерала армии С.М. Штеменко) i Krasnodar
- Militärhögskolan för radioelektronik (Военный университет радиоэлектроники) i Tjerepovets

## Andra högskolor för militariserade myndigheter
- Ryska federationens federala säkerhetstjänsts högskola (Академия ФСБ, Академия федеральной службы безопасности Российской Федерации) i Moskva
- Katastrofministeriets högskola för civilförsvar (Академия гражданской защиты МЧС России; АГЗ МЧС России) i Chimki